# Peperomia alternifolia
Peperomia alternifolia är en pepparväxtart som beskrevs av Truman George Yuncker. Peperomia alternifolia ingår i släktet peperomior, och familjen pepparväxter. Inga underarter finns listade i Catalogue of Life.